# Tony Awards 1955
Die Verleihung der 9. Tony Awards 1955 (9th Annual Tony Awards) fand am 27. März 1955 im Grand Ballroom des Plaza Hotel in New York City statt und wurde live im Radio von der National Broadcasting Company übertragen. Moderator der Veranstaltung war Helen Hayes. Ausgezeichnet wurden Theaterstücke und Musicals der Saison 1954/55, die am Broadway ihre Erstaufführung hatten.

## Hintergrund
Die Antoinette Perry Awards for Excellence in Theatre, oder besser bekannt als Tony Awards, werden seit 1947 jährlich in zahlreichen Kategorien für herausragende Leistungen bei Broadway-Produktionen und -Aufführungen der letzten Theatersaison vergeben. Zusätzlich werden verschiedene Sonderpreise, z. B. der Regional Theatre Tony Award, verliehen. Benannt ist die Auszeichnung nach Antoinette Perry. Sie war 1940 Mitbegründerin des wiederbelebten und überarbeiteten American Theatre Wing (ATW). Die Preise wurden nach ihrem Tod im Jahr 1946 vom ATW zu ihrem Gedenken gestiftet und werden bei einer jährlichen Zeremonie in New York City überreicht.

## Gewinner

### Künstlerische Produktion
| Kategorie                       | Preisträger                                                                                     | Theaterstück bzw. Musical | Nominierungen |
| Bestes Theaterstück             | Joseph Hayes                                                                                    | The Desperate Hours       |               |
| Bestes Musical                  | George Abbott und Richard Bissell (Buch) und Richard Adler und Jerry Ross (Musik und Liedtexte) | The Pajama Game           |               |
| Bester Produzent (Theaterstück) | Howard Erskine und Joseph Hayes                                                                 | The Desperate Hours       |               |
| Bester Produzent (Musical)      | Frederick Brisson, Robert Griffith und Harold S. Prince                                         | The Pajama Game           |               |

### Künstlerische Leistung
| Kategorie                            | Preisträger         | Theaterstück bzw. Musical   | Nominierungen |
| Bester Hauptdarsteller Theaterstück  | Alfred Lunt         | Quadrille                   |               |
| Beste Hauptdarstellerin Theaterstück | Nancy Kelly         | The Bad Seed                |               |
| Bester Hauptdarsteller Musical       | Walter Slezak       | Fanny                       |               |
| Beste Hauptdarstellerin Musical      | Mary Martin         | Peter Pan                   |               |
| Bester Nebendarsteller Theaterstück  | Francis L. Sullivan | Witness for the Prosecution |               |
| Beste Nebendarstellerin Theaterstück | Patricia Jessel     | Witness for the Prosecution |               |
| Bester Nebendarsteller Musical       | Cyril Ritchard      | Peter Pan                   |               |
| Beste Nebendarstellerin Musical      | Carol Haney         | The Pajama Game             |               |

### Künstlerische Gestaltung
| Kategorie                         | Preisträger       | Theaterstück bzw. Musical    | Nominierungen |
| Bestes Bühnenbild                 | Oliver Messell    | House of Flowers             |               |
| Beste Bühnentechnik               | Richard Rodda     | Peter Pan                    |               |
| Beste Choreographie               | Bob Fosse         | The Pajama Game              |               |
| Bester Dirigent und Musikdirektor | Thomas Schippers  | The Saint of Bleecker Street |               |
| Beste Kostüme                     | Cecil Beaton      | Quadrille                    |               |
| Beste Regie                       | Robert Montgomery | The Desperate Hours          |               |

### Sonderpreise
| Kategorie          | Preisträger            | Grund der Preisverleihung |
| Special Tony Award | Proscenium Productions | Für die hohe Qualität und den Standpunkt den dieses Off-Broadway-Unternehmen am Cherry Lane Theatre bei den Produktionen The Way of the World und Thieves Carnival gezeigt hat. |

## Statistik

### Mehrfache Gewinne
- 3 Gewinne: The Pajama Game und Peter Pan
- 2 Gewinne: The Desperate Hours, Quadrille and Witness for the Prosecution